# Voss (Unternehmen)
Die Voss-Gruppe (Eigenschreibweise: VOSS) ist ein Unternehmen im Bereich Maschinenbau mit Sitz in Wipperfürth.
Das Unternehmen besteht aus der VOSS Holding GmbH + Co. KG mit den Tochtergesellschaften VOSS Automotive GmbH und VOSS Fluid GmbH sowie zwölf Auslandsgesellschaften mit Produktions-, Service- und Vertriebsstandorten.
Die 1931 durch Hermann Voss gegründete Gesellschaft, die zunächst Armaturen herstellte, erreichte ihre heutige Größe unter der Leitung von Hans Hermann Voss, der die Produktion diversifizierte und weitere Werke sowie Auslandsniederlassungen gründete. Ab 1999 erfolgte die Umstrukturierung in eine Holding mit mehreren Tochtergesellschaften. Die Firma erwirtschaftete 2022 mit rund 7.500 Mitarbeitern einen Gruppenumsatz von 808 Millionen Euro.